# Laxmi Tharu
Laxmi Tharu (Nepali लक्ष्मी थारु) ist eine nepalesische Leichtathletin, die im Speerwurf antritt.

## Sportliche Laufbahn
Erste internationale Erfahrungen sammelte Laxmi Tharu bei den Südasienspielen 2019 in Katmandu, bei denen sie mit neuem Landesrekord von 45,27 m den fünften Platz belegte.